# Monetaria
Monetaria là một chi ốc biển, là động vật thân mềm chân bụng sống ở biển trong họ Cypraeidae, họ ốc sứ

## Các loài
Các loài thuộc chi Monetaria bao gồm:
- Monetaria annulus (Linnaeus)[2]
- Monetaria icterina (Lamarck)[3]
- Monetaria moneta (Linnaeus)[4]

## Hình ảnh

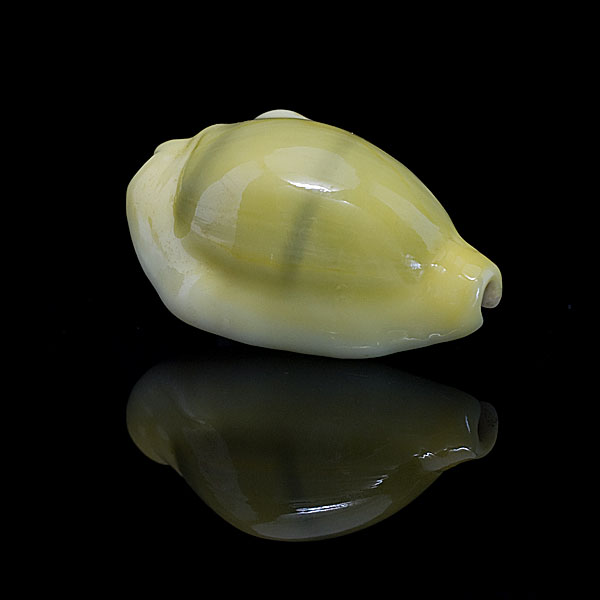
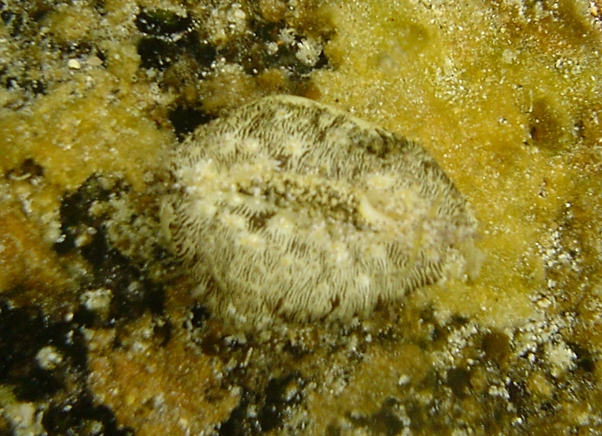
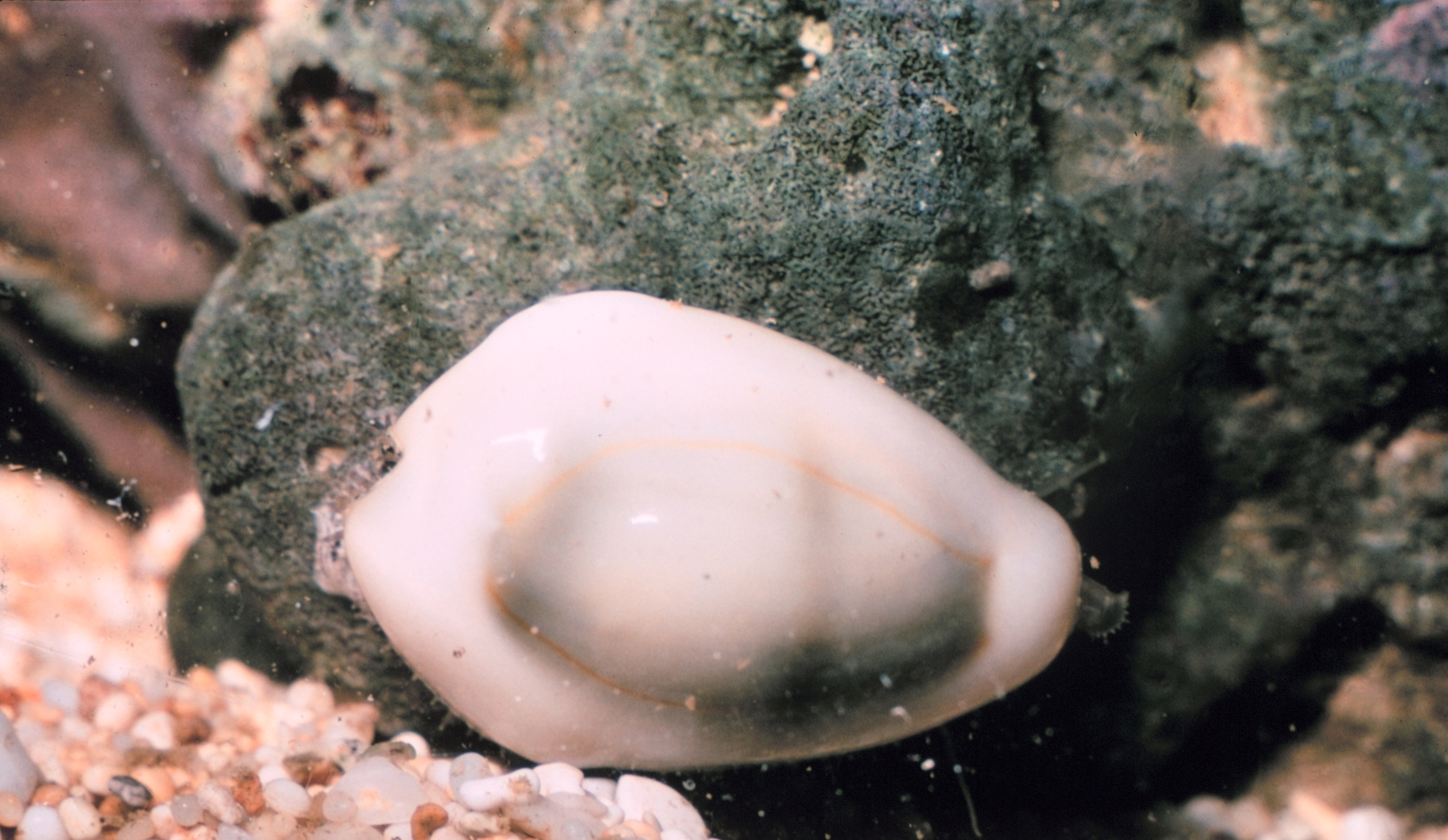